# L'americano (romanzo)
L'americano è il terzo romanzo di Henry James. Pubblicato a puntate sulla rivista The Atlantic Monthly tra il giugno 1876 e il maggio 1877, venne subito dopo presentato in volume. In Italia fu tradotto per la prima volta nel 1934 a cura di Carlo Linati.

## Trama
La vicenda si svolge all'incirca nel 1875, a Parigi.
Christopher Newman è un ricco americano di quarant'anni. Avendo raggiunto il successo, partito dalle più modeste origini, è venuto in Europa per riposarsi dal lavoro e concedersi di sperimentare il meglio che possa offrire una posizione come la sua. Si è stabilito a Parigi, in un grande e lussuoso appartamento, che non manca di impressionare i visitatori.
Newman vuole il meglio di tutto: musica lirica, teatro, pittura. A questo proposito, incarica una giovane pittrice francese di fargli alcune copie di quadri del Louvre. Ma i divertimenti comprendono anche molti pranzi, feste e ricevimenti nelle case dei numerosi americani presenti a Parigi, che spontaneamente gli divengono amici.
Grazie alle conoscenze dei signori Tristram, Newman entra in contatto con una nobile famiglia parigina: i Bellegarde. Dapprima egli conosce il giovane visconte Valentin, poi la sorella di Valentin, Claire, andata sposa giovanissima a un anziano e ricco barone, ed attualmente vedova.
Ben presto, Newman si innamora della gentile Claire e le chiede di sposarlo. La donna ricambia il suo amore ed è sostenuta dal fratello Valentin; invece gli altri membri della famiglia Bellegarde (il primogenito Urbain e la madre di tutti loro) trovano imbarazzante la situazione. Infatti i più anziani Bellegarde devono fare i conti con un'incresciosa contraddizione; già una volta hanno usufruito dei beni portati in eredità da Claire e quindi mirano a un ricco patrimonio. Newman ha tutti i requisiti per essere sfruttato da essi, ma non appartiene alla nobiltà e per giunta è americano, come dire, un barbaro.
Dopo svariate vicende, i Bellegarde rifiutano il loro consenso al matrimonio. Claire potrebbe disporre di se stessa, ma, troppo abituata a ubbidire alla madre e al fratello maggiore, compie un gesto disperato: si rinchiude in un convento di Carmelitane e rifiuta ogni ulteriore rapporto con la famiglia.
Però la sventura non è finita. Valentin, abilmente provocato, va in Svizzera a battersi in duello e ne riceve una ferita mortale. Egli riesce ad avvertire Newman, che corre al suo capezzale e ne accoglie le ultime parole d'amicizia. Il giovane muore e viene sepolto in assenza dei membri della sua famiglia.
Da quel momento, Newman medita di vendicarsi dei Bellegarde, per il male fatto a Claire, a Valentin e a lui stesso. Tuttavia si rende conto dell'inutilità di qualsiasi azione e comprende quanto poco si sarebbero capiti imparentandosi. Se Urbain de Bellegarde mostra il suo dolore per la perdita dei fratelli minori, la madre rimane tenacemente chiusa, a costo di apparire disumana.
E a Christopher Newman non resta che il dolce ricordo di Claire, stemperato in un'amorevole compassione.

## Opere derivate
Teatro
Nel 1891, a Londra, andò in scena una versione teatrale di The American, realizzata dallo stesso Henry James. L'opera ebbe scarso successo, nonostante la conclusione a lieto fine caldeggiata dal pubblico.
Cinema e televisione
- Il 5 giugno 1956 è stato presentato l'episodio The American, nella serie televisiva Matinee Theatre, diretto da Pace Woods, con Peter Graves (Christopher Newman), Cloris Leachman (Claire De Cintré), Lili Darvas, Ivan Triesault, Michael Hall (Valentin).[2]
- Nel 1998, dal romanzo, è stato presentato un film per la televisione, The American, con Matthew Modine (Christopher Newman), Diana Rigg (Madame de Bellegarde), Aisling O'Sullivan (Claire De Cintré), Andrew Scott (Valentin de Bellegarde); musiche di Stephen McKeon, regia di Paul Unwin.[3]

## Edizioni in italiano
- H. James, L'americano, trad. di Carlo Linati, ed. Mondadori, Milano 1934;
- H. James, L'americano, a cura di Agostino Lombardo, trad.  di Carlo Linati, ed. Sansoni, Firenze 1965; (comprende: Roderick Hudson,  Gli europei, Washington square)
- H James, L'americano, a cura di Piero Pignata ed. UTET, Torino 1967.
- H. James, L'Americano, ed. Fabbri, Milano 1969;[4]
- H. James, L'americano, trad. di Carlo Linati, introduzione, cronologia, bibliografia e note di Stefania Piccinato, ed. Mondadori, Milano 1982.
- H. James, L'americano, introduzione di Guido Fink, trad. di Bruno Oddera, ed. Newton Compton, Roma 1993;
- H. James, L'americano, trad. di Bruno Oddera ed. Fabbri, Milano 1994, stampa 1995;